# Vila Sésamo (2007)
Vila Sésamo é um programa educativo de televisão dedicado ao público infantil, que é exibido  na TV Rá-Tim-Bum. Ele é baseado no programa norte-americano Sesame Street, criado pela Children's Television Workshop, atual Sesame Workshop.

## Programa
O programa estreou no dia 29 de outubro de 2007 na TV Cultura, e traz noções educativas para as crianças de três a seis anos. Ele ensina várias coisas como as letras, os números, as formas geométricas, as cores, etc. Isso tudo, acompanhado de cenas com a interação de bonecos, músicas, desenhos animados e diversão. Os principais personagens do programa são Garibaldo e Bel, personagens das cenas nacionais. Mas também há outros personagens, só que da versão americana, como Elmo, Grover, Ênio, Beto, etc. Enfim, o seriado traz cenas nacionais e cenas do seriado norte-americano. Um programa recomendável para as crianças, pois traz uma temática educativa bem dotada, que não é chata e que ao mesmo tempo diverte e ensina. Atualmente,o  show de fantoches passa na TV Rá-Tim-Bum e já foi transmitida pela TVE Brasil em 2007, e posteriormente pela TV Brasil entre 2007 e 2015.

## Personagens
- Garibaldo
- Bel
- Beto
- Elmo
- Ênio
- Grover
- Sofia Sabida
- Come Come

## Quadros

### Quadros Brasileiros
- Letra do Dia: Um quadro onde Garibaldo precisa encontrar três coisas com alguma letra do alfabeto.
- Vamos Contar com a Bel: Um quadro onde Bel precisa encontrar objetos em uma grande piscina de dados coloridos.

### QuadrosNorte-americanos
- Elmo's World (As Aventuras de Elmo): Um quadro onde Elmo descobre novas coisas e ainda fala com bebês.
- Global Grover (Volta ao Mundo com Grover): Um quadro onde Grover fala sobre suas viagens para outros países.
- Play With Me Sesame (Brinque Comigo Sésamo): Um quadro onde os personagens Ênio,Beto,Grover e  Sofia Sabida brincam e se divertem até cansar.

## Elenco de manipulação e/ ou voz de bonecos
- Fernando Gomes - Garibaldo
- Magda Crudelli - Bel

## Personagens humanos
- Senhor Nunes